# Carl Bechstein Gymnasium

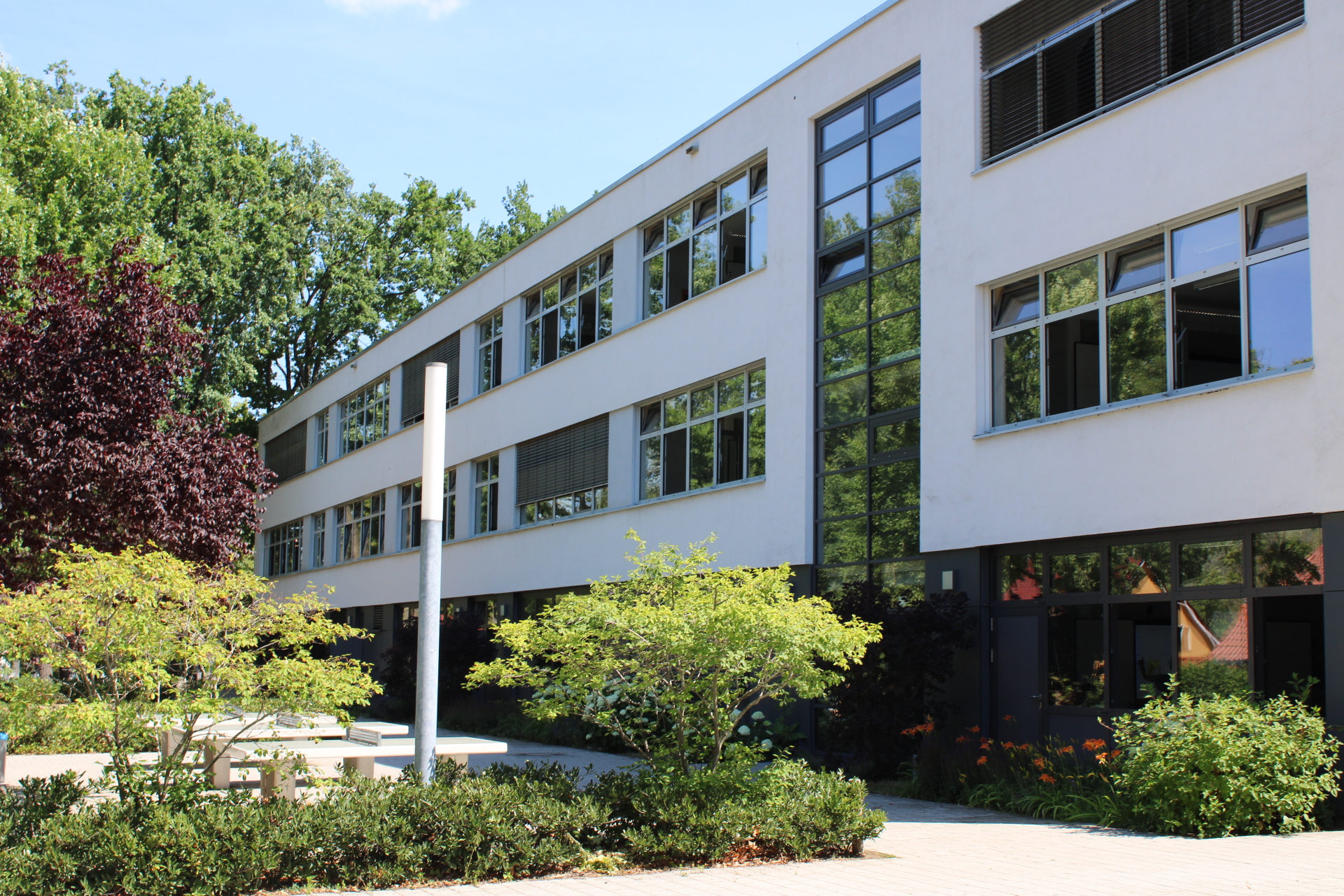
Blick auf Haus B vom Haupteingang

Das Carl Bechstein Gymnasium, kurz „CBG“, ist ein staatliches Gymnasium der Stadt Erkner im Landkreis Oder-Spree des Landes Brandenburg. Das Gymnasium ist nach dem deutschen Klavierbauer Carl Bechstein (1826–1900) benannt.

## Lage
Das Carl Bechstein Gymnasium befindet sich in der Stadt Erkner im Landkreis Oder-Spree. Als eines der wenigen staatlichen Gymnasien der Region umfasst sein Einzugsgebiet unter anderem auch die Orte Schöneiche, Woltersdorf, Rüdersdorf, Grünheide, Gosen und Neu Zittau sowie Berlin-Köpenick. Die Schule ist von allen genannten Wohnorten mit den öffentlichen Verkehrsmitteln gut erreichbar.
Des Weiteren stehen dem Gymnasium die Stadthalle Erkner und das Sportzentrum am Dämeritzsee für den Sportunterricht zur Verfügung.

## Geschichte
Der Standort, an dem sich das Carl Bechstein Gymnasium heute befindet, wird schon lange für die schulische Bildung genutzt. Das erste Schulgebäude an der heutigen Neu-Zittauer-Straße wurde in den Jahren 1878 und 1879 gebaut. Von 1945 bis 1981 befand sich dort zunächst ein Gymnasium, das später zur Polytechnischen Oberschule „Heinrich Heine“ wurde. 1981 wurde die Einrichtung zur Heinrich-Heine-Schule und existierte als solche, bis die Institution 1993 schließlich ein Gymnasium und 1999 nach dem Klavierbauer Carl Bechstein benannt wurde. Das danebengelegene Gebäude der ehemaligen Theodor-Fontane-Grundschule wurde 1995 in das Gymnasium integriert.
2023 löste Mario Sejnowski Rüdiger Konertz als Schulleiter ab.
Der erste große Neubau des Gymnasiums war eine neue Aula, die 2005 eingeweiht wurde. Darauf folgten die neuerrichteten Häuser B (2013) und A (2018). Eine Aula für rund 450 Personen wurde schließlich beim Bau des Hauses A verwirklicht.

## Profil

### Sekundarstufe I
Die Schüler können schon ab der fünften Klasse in eine Leistungs- und Begabtenklasse aufgenommen und gefördert werden; in der Regel startet die Sekundarstufe I im Land Brandenburg erst ab der siebten Klasse. Diese L-Klassen bilden, teils bis zum achten Jahrgang, jeweils eine Orchesterklasse, was seit 2011 kontinuierlich realisiert wird. Jeder Schüler erlernt in dieser Zeit ein bis zwei Instrumente. Durchschnittlich wird ein halbes Jahr benötigt, um ein Instrument spielen zu können.

### Fremdsprachen
Die Schule bietet neben der ersten Fremdsprache Englisch ab der siebten Klasse die vier weiteren Fremdsprachen Französisch, Latein, Russisch und Spanisch an. Ab der zehnten Klassenstufe kann eine dritte Fremdsprache belegt werden.

### Gymnasiale Oberstufe: Einführungs- und Qualifikationsphase
Für den zehnten Jahrgang werden am Carl Bechstein Gymnasium Wahlpflichtkurse gewählt. Schüler können sich zwischen den zweistündigen Fächern Naturwissenschaften, Philosophie, Informatik, Darstellendes Spiel und den vierstündigen Fächern Französisch, Latein und Russisch als dritter Fremdsprache entscheiden, dafür werden die Fächer WAT (Wissenschaft-Arbeit-Technik), LER (Lebensgestaltung-Ethik-Religionskunde) und Religion nicht mehr unterrichtet. Außerdem wählen die Zehntklässler zwischen den Fächern Kunst und Musik. Die neu gewählten Kurse werden im Jahrgangsrahmen unterrichtet. In der elften und zwölften Klasse wird im klassischen Kurssystem gelehrt, in dem die Schüler in Tutorien eingeteilt sind. Jedem dieser Jahrgänge gehören etwa 120 Schüler an.

### Ganztag
Die Schule ist eine offene Ganztagsschule und bietet den Schülern an, nach dem regulären Unterricht, am Ganztagsprogramm teilzunehmen. Es stehen rund 50 Lern- sowie Freizeitoptionen zur Verfügung. Der Besuch eines oder mehrerer Ganztagsangebote ist freiwillig und eine Möglichkeit, die Persönlichkeitsentwicklung der Schüler zu fördern.

## Architektur
Die dunklen Böden stehen für die Erde, welche Stabilität spendet, während die hellen, in den Lichthöfen verglasten Decken das Himmelslicht und die damit verbundene Freiheit, welche den Schülern an einer weiterführenden Schule gewährt wird, symbolisieren sollen. Die dazwischenliegenden Wände sind in einem hellen Grau gehalten, das die Schüler mit ihrer Kunst dekorieren können. Rote Türen signalisieren die Wertschätzung den Schülern und Lehrkräften gegenüber und das Leben, das Denken und die Dynamik der Jugend. Modernität und Purismus spiegeln sich in der Gestaltung vielerorts wider.

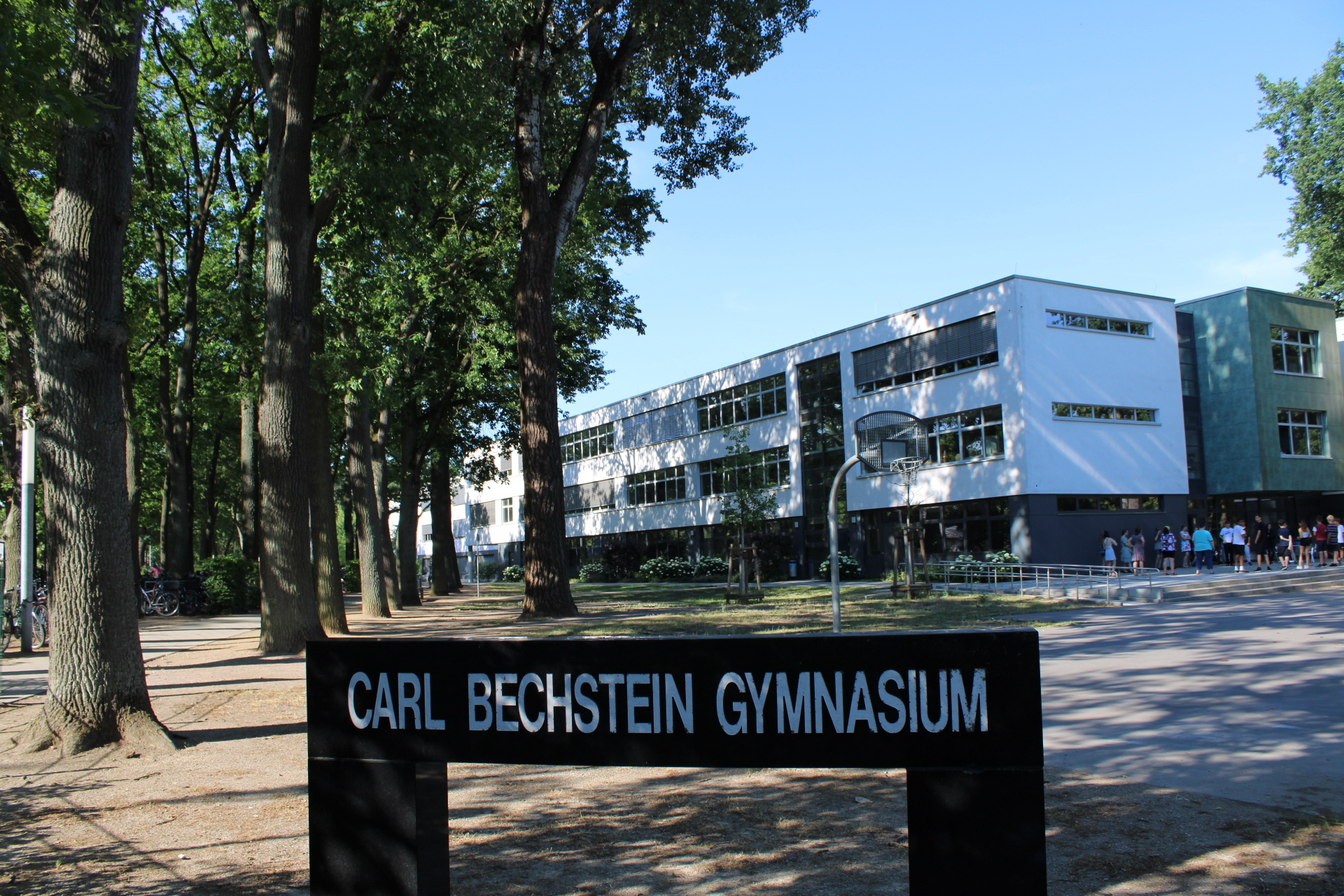
Das CBG mit Blick von der Hauptstraße
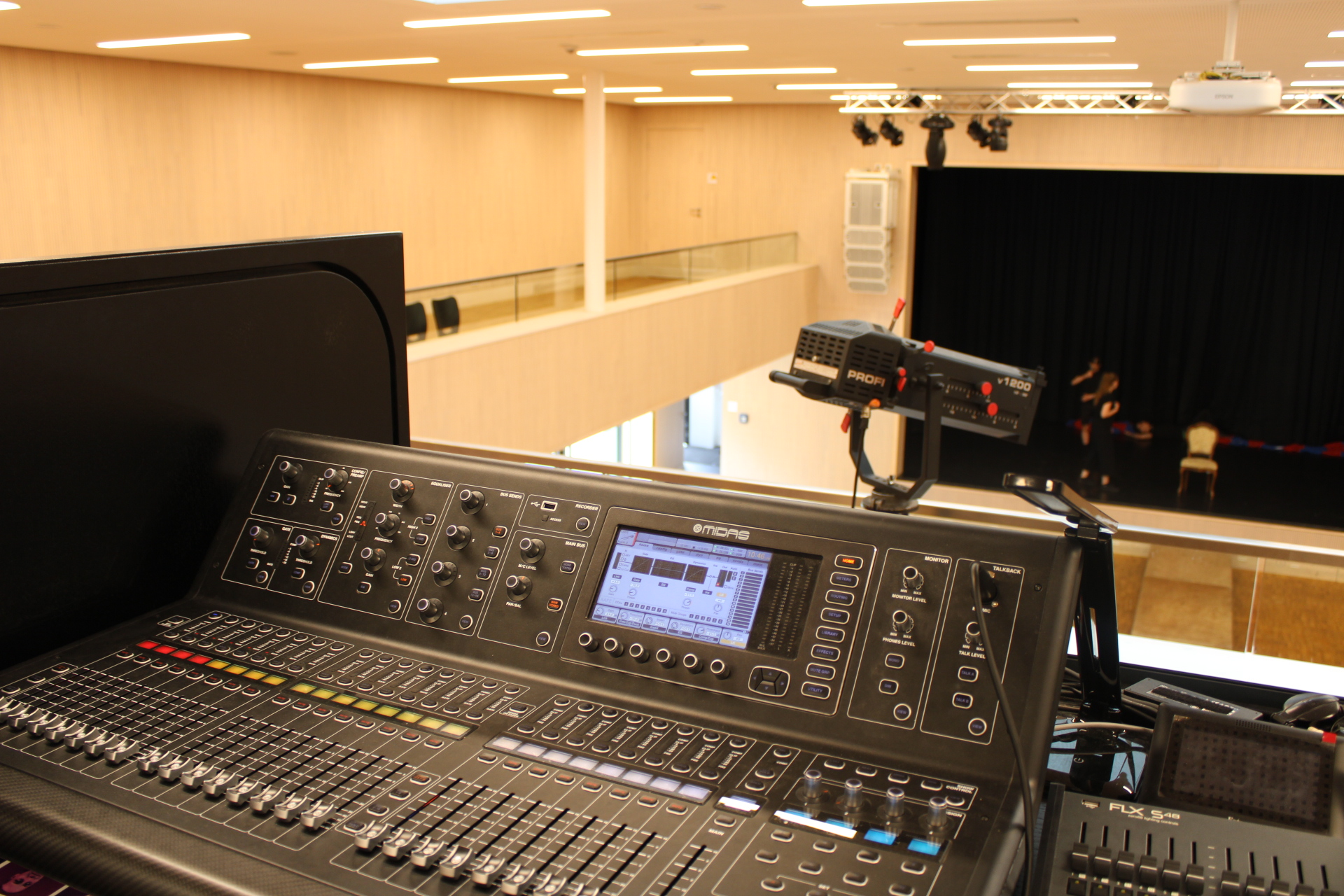
Mischpult in der Aula vom CBG
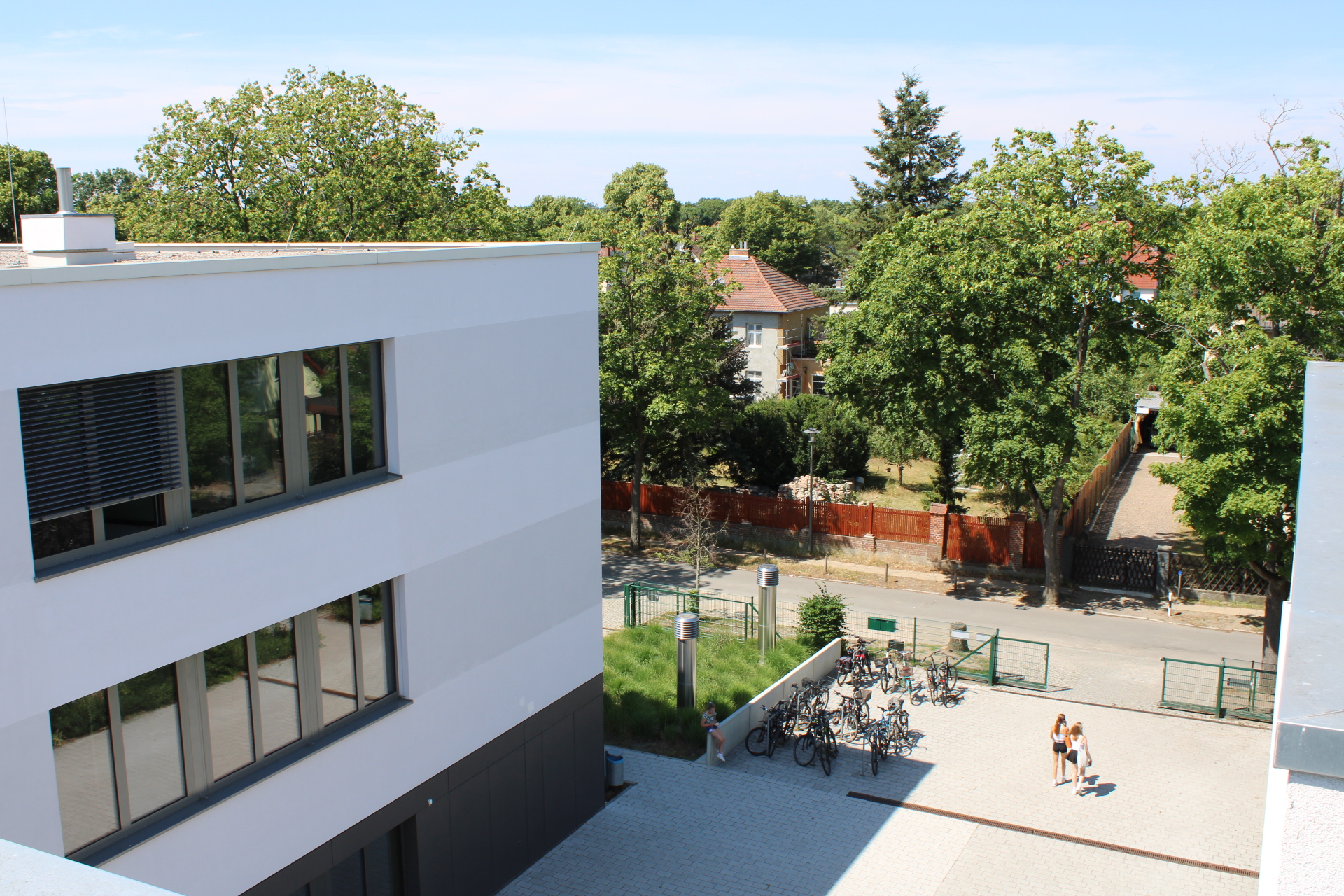
Blick von oben auf den Schulhof
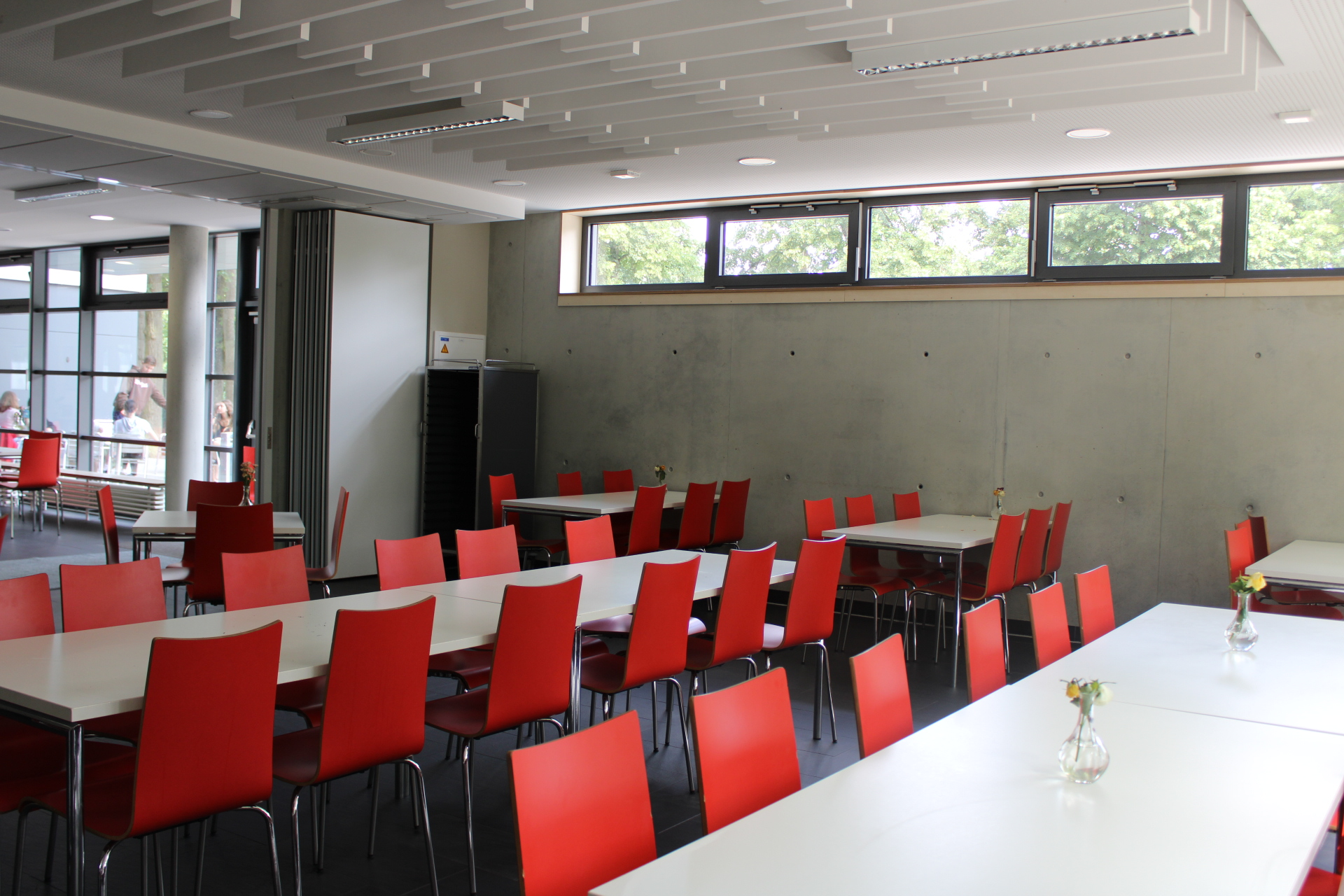
Speisesaal des Schulrestaurants
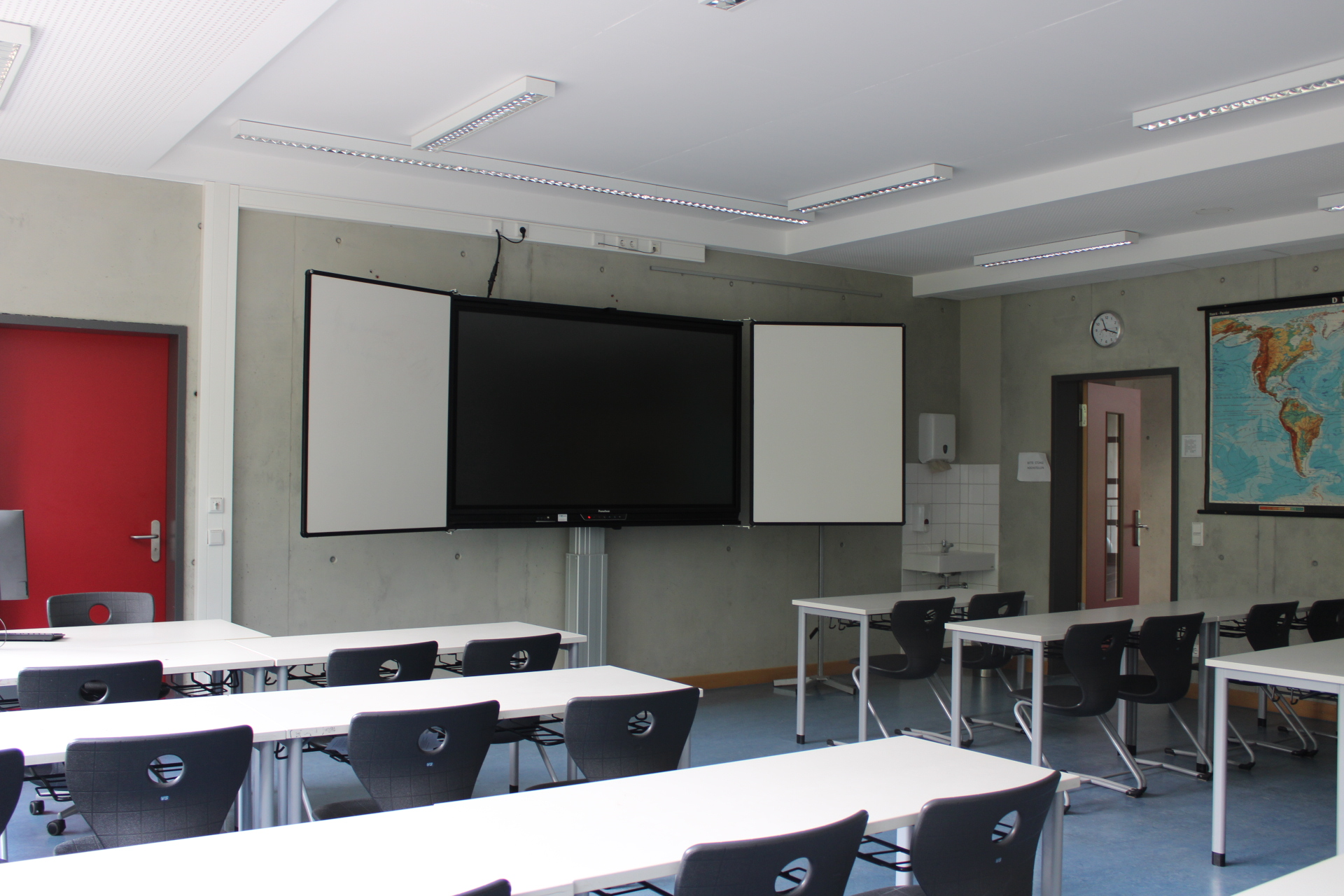
Ein Fachraum im Haus B
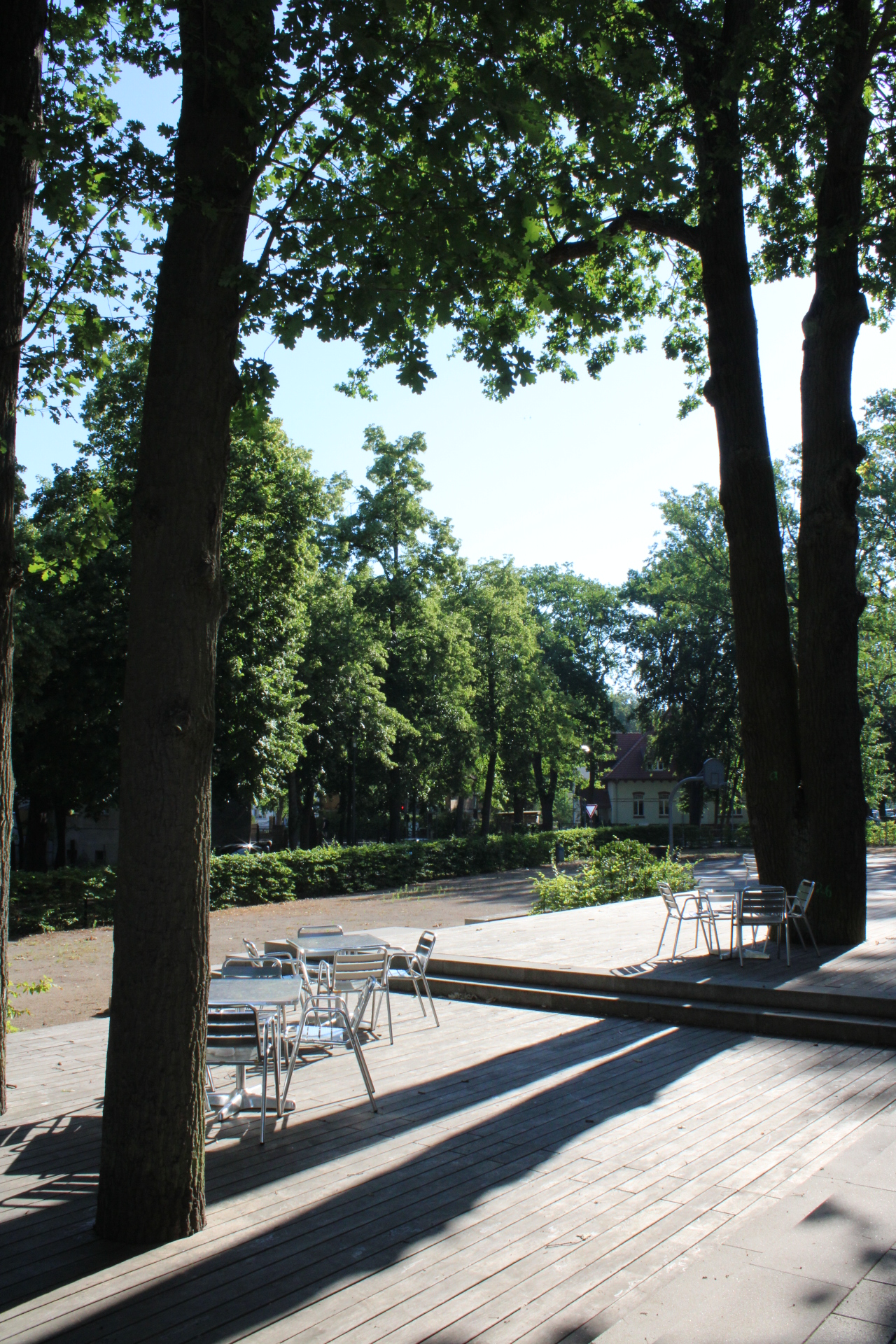
Die Terrasse nördlich des Schulrestaurants, im Hintergrund das Sportfeld

## Sonstiges

### Kooperation
Das Carl Bechstein Gymnasium ist unter anderem Kooperationspartner der Universität Potsdam.

### Schülerfirma
Die Schülerfirma „CIFY“ ist ein Team aus Schülern der Jahrgänge ab der neunten Klasse. Zusammen kreieren sie neue Produkte, designen und verkaufen diese anschließend. Sie unterstützt auch schulinterne Projekte. CIFY wurde 2019 als TakeUp gegründet und erweitert seine Produktpalette mit CBG-Artikeln seitdem kontinuierlich.

### Schulförderverein
Gemeinsame Projekte der Schüler und Lehrer werden vom „Schulförderverein des Carl Bechstein Gymnasiums, Erkner e.V.“ unterstützt. Beispielsweise werden die Sprachfahrten des zehnten Jahrgangs mithilfe des Vereins gefördert. Beim jährlichen Sponsorenlauf sammeln Angehörige, Ehemalige und der Schule verbundene Personen Geld für den Förderverein.